# Pobre corazón
«Pobre corazón» es una canción de la banda chilena Los Bunkers, compuesta por los hermanos Durán y lanzada como tercer sencillo de su álbum Canción de lejos. El sencillo trepó al cuarto puesto del Chile Singles Chart, haciendo de éste el más exitoso del álbum.
La canción es conocida por tener dos ritmos bien opuestos, los versos (ritmo rápido) cantada por Álvaro López y el estribillo (ritmo lento) cantada por los Durán.

## Video
El video, donde aparece la banda tocando, está dirigido por Jorge Lozano y está grabado en dos locaciones; la parte cantada por Álvaro en un bosque y la parte de los Durán en una casa.

## Créditos
- Álvaro López – primera voz
- Francisco Durán – segunda voz y guitarra líder
- Mauricio Durán – segunda voz y guitarra líder
- Gonzalo López – bajo
- Mauricio Basualto – batería

## Recepción

### Posicionamiento en listas
| Lista                       | Posición | Semanas Nº 1 | Semanas en lista |
| --------------------------- | -------- | ------------ | ---------------- |
| Chile (Chile Singles Chart) | 4        | —            | 5                |

## Presentaciones en vivo
Banda
- Álvaro López – primera voz y guitarra acústica
- Francisco Durán – segunda voz y guitarra líder
- Mauricio Durán – segunda voz y guitarra líder
- Gonzalo López – bajo
- Mauricio Basualto – batería

Presentaciones destacadas
- Festival de Olmué (2014)
- Movistar Arena (2013)
- Festival de Viña del Mar (2007 y 2012)
- Teatro Caupolicán (concierto 10 años)
- Plaza de Armas de Santiago (2009)
- Teatro Teletón (2005)
- Vía Directa (2002)